# Związek Województw Rzeczypospolitej Polskiej
Związek Województw Rzeczypospolitej Polskiej, ZWRP – organizacja samorządów województw, działająca na zasadzie ogólnopolskiego stowarzyszenia jednostek samorządu terytorialnego. W sposób dobrowolny zrzesza wszystkie 16 województw w Polsce.
Jest stowarzyszeniem samorządowym, działającym od 2002 roku. Obecnym prezesem Związku jest marszałek województwa zachodniopomorskiego Olgierd Geblewicz. ZWRP deleguje swoich przedstawicieli do Komisji Wspólnej Rządu i Samorządu Terytorialnego – obecnymi reprezentantami są Wojciech Saługa oraz Piotr Całbecki.

## Historia
Wraz z procesami zmian prawno-ustrojowych, decentralizacją władzy i utworzeniem województw toczyła się dyskusja na temat utworzenia korporacji, która reprezentowałaby interesy polskich regionów zarówno w kraju, jak i na arenie międzynarodowej. Związek Województw został oficjalnie założony 9 września 2002 roku w Warszawie podczas wspólnego spotkania przewodniczących sejmików oraz marszałków województw. Przyjęto wówczas statut, a województwa zgłosiły swój akces do stowarzyszenia poparty uchwałami sejmików. 21 września tego samego roku odbyło się pierwsze Zgromadzenie Ogólne podczas którego wybrano władze Związku pierwszej kadencji.
Od 2005 roku ZWRP deleguje swoich przedstawicieli do Komisji Wspólnej Rządu i Samorządu Terytorialnego.
W 2011 roku ZWRP zainicjowało współpracę ze Związkiem Żupani Chorwackich. Rok później podpisano deklarację o współpracy między obydwoma organizacjami, w której zawarto m.in. wymianę informacji i doświadczeń w zakresie funkcjonowania samorządu terytorialnego, współpracę w ramach Komitetu Regionów oraz wspieranie realizacji wspólnych programów w zakresie rozwoju społeczno-gospodarczego z wykorzystaniem finansowanie z funduszy europejskich.
W 2019 roku organizacja rozpoczęła współpracę z czeskimi regionami. W wyniku współpracy we wrześniu 2020 roku ZWRP wziął udział w Forum Gubernatorów Grupy Wyszehradzkiej V4.

### Polskie Regiony
W 2020 roku ZWRP stworzyło markę Polskie Regiony, której celem jest umacnianie idei samorządu terytorialnego, pokazując jedność wszystkich samorządów wojewódzkich na rzecz rozwoju RP.

## Struktura
Organami Związku są Zgromadzenie Ogólne, Zarząd oraz Komisja Rewizyjna. Kadencja władz związku pokrywa się z kadencją samorządową.

### Zarząd
Zarząd jest organem wykonawczym, reprezentuje Związek na zewnątrz. W jego skład wchodzą: prezes, trzech wiceprezesów oraz trzech członków wybranych przez Zgromadzenie.
| Zdjęcie | Imię i nazwisko     | Funkcja w ZWRP     | Funkcja w samorządzie                         |
| ------- | ------------------- | ------------------ | --------------------------------------------- |
|         | Olgierd Geblewicz   | Prezes Zarządu     | Marszałek Województwa Zachodniopomorskiego    |
|         | Władysław Ortyl     | Wiceprezes Zarządu | Marszałek Województwa Podkarpackiego          |
|         | Adam Struzik        | Wiceprezes Zarządu | Marszałek Województwa Mazowieckiego           |
|         | Marek Woźniak       | Wiceprezes Zarządu | Marszałek Województwa Wielkopolskiego         |
|         | Anna Synowiec       | Członek Zarządu    | Przewodnicząca Sejmiku Województwa Lubuskiego |
|         | Joanna Skrzydlewska | Członek Zarządu    | Marszałek Województwa Łódzkiego               |
|         | Łukasz Prokorym     | Członek Zarządu    | Marszałek Województwa Podlaskiego             |

### Zgromadzenie Ogólne
Zgromadzenie Ogólne składa się z 64 delegatów-reprezentantów 16 województw (po 4 osoby z każdego województwa), w tym: marszałek województwa, przewodniczący sejmiku oraz dwie osoby o statusie radnego. Stanowi najwyższą władzę organizacji. Obraduje na posiedzeniach zwyczajnych nie rzadziej niż dwa razy w roku.
Do kompetencji Zgromadzenia należy m.in.:
- kształtowanie działalności programowej Związku,
- wybór i odwoływanie prezesa Zarządu, członków Zarządu oraz Komisji Rewizyjnej,
- powołanie Komisji Związku i uchwalanie regulaminów ich pracy,
- delegowanie przedstawicieli Związku do Komisji Wspólnej Rządu i Samorządu Terytorialnego, Komitetu Regionów oraz do Kongresu Władz Lokalnych i Regionalnych.

### Komisja Rewizyjna
Komisja Rewizyjna jest organem kontrolnym. W jej skład wchodzi pięciu członków wybieranych przez Zgromadzenie. Do jej kompetencji należy kontrola zgodności działań organów Związku ze statutem i uchwałami Zgromadzenia, a także kontrola wykonania budżetu przez Zarząd.
| Imię i nazwisko             | Funkcja w ZWRP                    | Funkcja w samorządzie                                 |
| --------------------------- | --------------------------------- | ----------------------------------------------------- |
| Leszek Bonna                | Przewodniczący Komisji Rewizyjnej | wicemarszałek województwa pomorskiego                 |
| Jacek Jarco                 | Członek Komisji Rewizyjnej        | przewodniczący Sejmiku Województwa Śląskiego          |
| Marek Łapiński              | Członek Komisji Rewizyjnej        | wiceprzewodniczący Sejmiku Województwa Dolnośląskiego |
| Ewelina Szydłowska-Kędziera | Członek Komisji Rewizyjnej        | radna województwa dolnośląskiego                      |
| Łukasz Smółka               | Członek Komisji Rewizyjnej        | marszałek województwa małopolskiego                   |

### Organy opiniodawczo-doradcze
ZWRP posiada także organy opiniodawczo-doradcze, są nimi Konwent Marszałków Województw i Konwent Przewodniczących Sejmików Województw.

#### Konwent Marszałków Województw
Konwent Marszałków powstał w 1999 roku, w jego skład wchodzą marszałkowie wszystkich województw, a jego posiedzenia odbywają się zawsze na terenie województwa, którego marszałek aktualnie przewodniczy Konwentowi. Przewodnictwo w Konwencie zmienia się co pół roku. Pierwszy Konwent Marszałków Województw RP odbył się w 1999 roku w województwie mazowieckim. Według statutu Konwent jest organem opiniodawczo-doradczym Związku. Posiedzenia Konwentu kończą się wypracowaniem wspólnych stanowisk.
Porządek przejmowania przewodnictwa w Konwencie Marszałków Województw RP:
- Województwo Zachodniopomorskie
- Województwo Małopolskie
- Województwo Łódzkie
- Województwo Opolskie
- Województwo Mazowieckie
- Województwo Pomorskie
- Województwo Warmińsko-Mazurskie
- Województwo Podkarpackie
- Województwo Lubuskie
- Województwo Podlaskie
- Województwo Kujawsko-Pomorskie
- Województwo Świętokrzyskie
- Województwo Lubelskie
- Województwo Wielkopolskie
- Województwo Dolnośląskie
- Województwo Śląskie

#### Konwent Przewodniczący Sejmików Województw
Początkowo funkcję konwentu pełniło Forum Przewodniczących i Dyrektorów Biur (Kancelarii) Sejmików Województw RP, którego pierwsze posiedzenie odbyło się w dniach 18-19 czerwca 2004 roku w Opolu. 2 kwietnia 2009 roku w Gdańsku podczas obrad XVI Zgromadzenia Ogólnego Związku Województw RP powołano Konwent Przewodniczących Sejmików Województw, który zastąpił Forum. Pierwsze posiedzenie Konwentu Przewodniczących miało miejsce 25 czerwca 2009 roku w Mrągowie.
W jego skład wchodzą wszyscy przewodniczący sejmików województw w Polsce. Posiedzenie Konwentu Przewodniczących Sejmików Województw zwołuje Przewodniczący z własnej inicjatywy oraz na wniosek statutowych organów Związku Województw lub co najmniej 1/4 składu Konwentu. W ramach półrocznego przewodnictwa danego województwa odbywa się co najmniej jedno posiedzenie Konwentu.

##### Konwent Młodzieżowych Przewodniczących Sejmików Województw
22 października 2021 roku, podczas Konwentu Przewodniczących Sejmików Województw w Toruniu, dyrektor biura ZWRP Jakub Mielczarek zaproponował zorganizowanie Konwentu Młodzieżowych Przewodniczących jako odpowiedź na nowelizację ustawy o samorządzie terytorialnym dotyczącą funkcjonowania młodzieżowych rad i sejmików. Zgodnie z deklaracją, pierwsze jego posiedzenie miałoby odbyć się w 2022 roku w Kielcach.

## Misja i cele
Misją Związku jest rozwój demokracji na szczeblu lokalnym i regionalnym oraz ochrona i rozwój samorządności w Polsce.
Celami organizacji są m.in.:
- reprezentowanie interesów województw na forum ogólnopaństwowym i międzynarodowym,
- podejmowanie inicjatyw w celu decentralizacji uprawnień na rzecz samorządów,
- inicjowanie i opiniowanie projektów aktów prawnych dotyczących samorządu terytorialnego,
- inspirowanie oraz podejmowanie inicjatyw, mających wpływ na rozwój społeczno-gospodarczy województw,
- współpraca międzynarodowa na poziomie regionów,
- wymiana doświadczeń i dobrych praktyk.

## Siedziba i administracja
Siedziba Związku Województw mieści się w Pałacu Komisji Rządowej Przychodów i Skarbu w Warszawie przy Placu Bankowym 3/5. Swoje biuro ma przy ulicy Świętojerskiej 5/7.
Dyrektorem biura ZWRP jest Rafał Cieślik.